# Borinquen

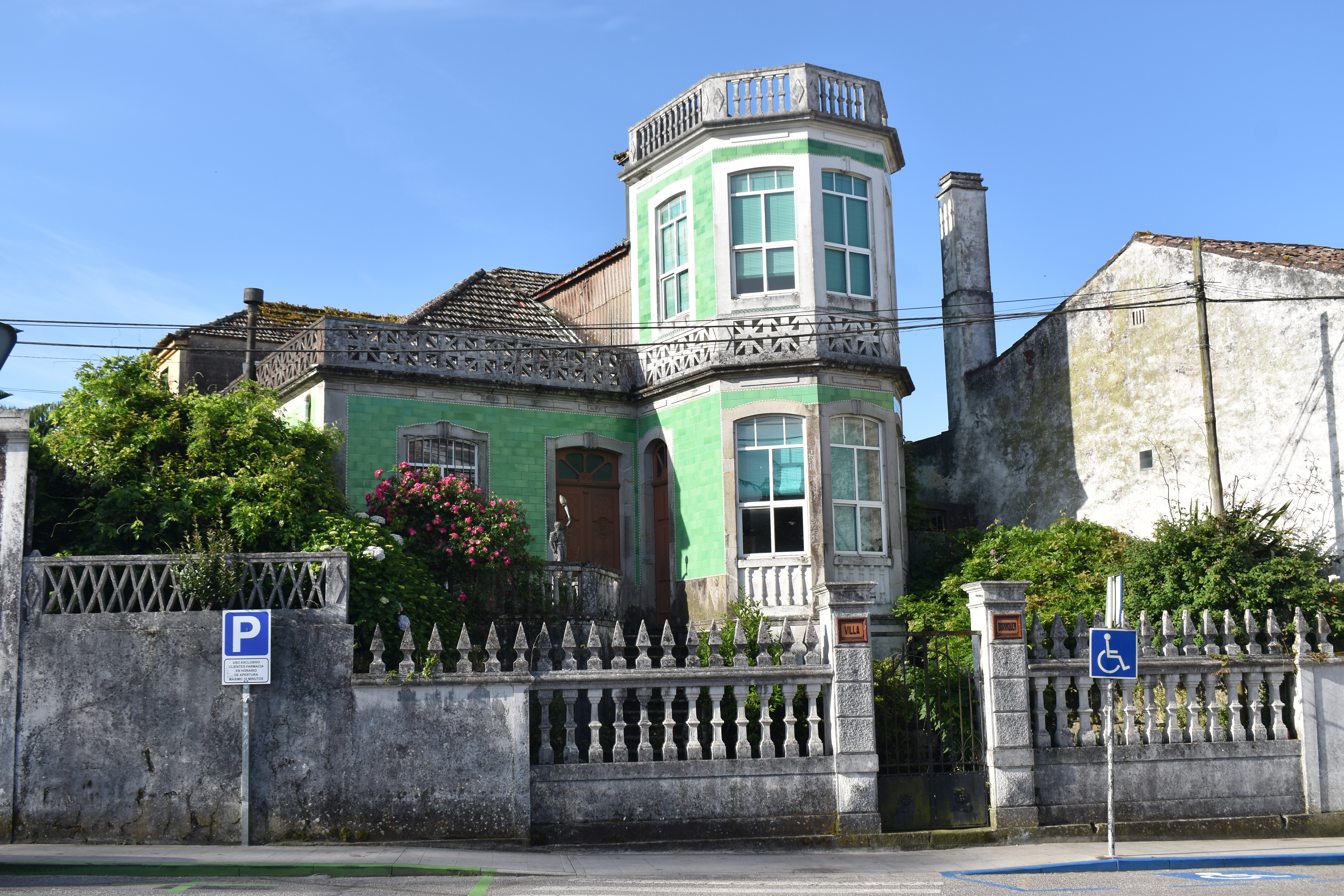
Villa Borimquen en A Guarda (Galicia), construida por emigrantes gallegos retornados de Puerto Rico.

Borinquen es el nombre por el que se conoce comúnmente y popularmente a Puerto Rico. Este proviene de Borikén o Boriquén, el nombre original taíno con el que los habitantes indígenas identificaban a Puerto Rico al llegar los españoles durante el segundo viaje de Cristóbal Colón en 1493. Los estudios reportan otro nombre aún, el de Borukén.
De acuerdo al lenguaje usado por los habitantes taínos de la isla, el nombre significa «tierra de los valientes señores», «tierra del señor valiente» o «tierra de nuestro altísimo y bravo señor». Otra versión de muchas, incluida en un cuento, sugería que Borikén significa «Isla de Cangrejos», ya que provendría de la palabra taína "buruquena" que significa "cangrejo". Por ende, reflejaría a los habitantes, cuyo comportamiento era similar al de los cangrejos, aquel crustáceo que habita en las costas de manera dócil y ermitaña. Esto añade a la creencia de que taíno significaba «los buenos».
Al igual que muchos otros músicos y cantantes de Puerto Rico, el compositor puertorriqueño Noel Estrada emplea la expresión "Borinquen" para referirse a Puerto Rico,en su canción "En mi Viejo San Juan":

Adiós
Adiós, adiós
Borinquen querida
Tierra de mi amor

Mientras que el gentilicio puertorriqueño boricua se deriva específicamente del nombre indígena taíno original de «Borikén» o «Borinquén», los gentilicios puertorriqueños borinqueño, -ña y borincano, -na provienen de la versión moderna del nombre indígena de Puerto Rico, «Borinquen».